# Europese kampioenschappen judo 1969
De Europese kampioenschappen judo 1969 werden van 15 tot en met 18 mei 1969 gehouden in Oostende, België. 

## Resultaten
| Gewichtsklasse | Goud               | Zilver               | Brons                                 |
| -------------- | ------------------ | -------------------- | ------------------------------------- |
| – 63 kg        | Serge Feist        | Dieter Scholz        | Jean-Jacques Mounier Stanko Topolcnik |
| – 70 kg        | Dawid Rudman       | Antoni Zajkowski     | Czesław Kur Patrick Vial              |
| – 80 kg        | Anatoli Bondarenko | Otto Smirat          | Martin Poglajen Jan Snijders          |
| – 93 kg        | Peter Snijders     | Vladimir Pokataev    | Pierre Guichard Martin Segers         |
| + 93 kg        | Willem Ruska       | Givi Onashvili       | Vitali Kuznetsov Erich Butka          |
| Open           | Willem Ruska       | Anzor Kibrotsashvili | Dirk Eveleens Vladimir Saunin         |

## Medailleklassement
| Plaats | Land                           | Goud | Zilver | Brons | Totaal |
| 1      | Nederland                      | 3    | –      | 3     | 6      |
| 2      | Sovjet-Unie                    | 2    | 3      | 2     | 7      |
| 3      | Frankrijk                      | 1    | –      | 3     | 4      |
| 4      | Duitse Democratische Republiek | –    | 2      | –     | 2      |
| 5      | Polen                          | –    | 1      | 1     | 2      |
| 6      | België                         | –    | –      | 1     | 1      |
| 6      | Oostenrijk                     | –    | –      | 1     | 1      |
| 6      | Joegoslavië                    | –    | -      | 1     | 1      |
|        | Totaal                         | 6    | 6      | 12    | 24     |